# Лесное (Краснопольский район)
Лесное (укр. Лісне) — село,
Рясненский сельский совет,
Краснопольский район,
Сумская область,
Украина.
Код КОАТУУ — 5922385003. Население по переписи 2001 года составляло 180 человек .

## Географическое положение
Село Лесное находится у одного из истоков реки Пожня,
ниже по течению на расстоянии в 6,5 км расположено село Мезеновка.
На расстоянии в 2,5 км расположено село Земляное, в 4,5 км — село Рясное.
Рядом проходит железная дорога, станция Пятиполье в 5-и км.